# ورزشگاه سنتر کورت
ورزشگاه سنتر کورت (انگلیسی: Centre Court) یک ورزشگاه مخصوص تنیس در ویمبلدون، لندن است.
این ورزشگاه که در باشگاه تنیس و کروکت انگلستان قرار دارد در سال ۱۹۲۲ تأسیس و در سال ۲۰۰۹ بازسازی شده‌است، ظرفیت این ورزشگاه ۱۵٬۰۰۰ نفر می‌باشد.
سنتر کورت میزبان مسابقات تنیس ویمبلدون می‌باشد.

## نگارخانه

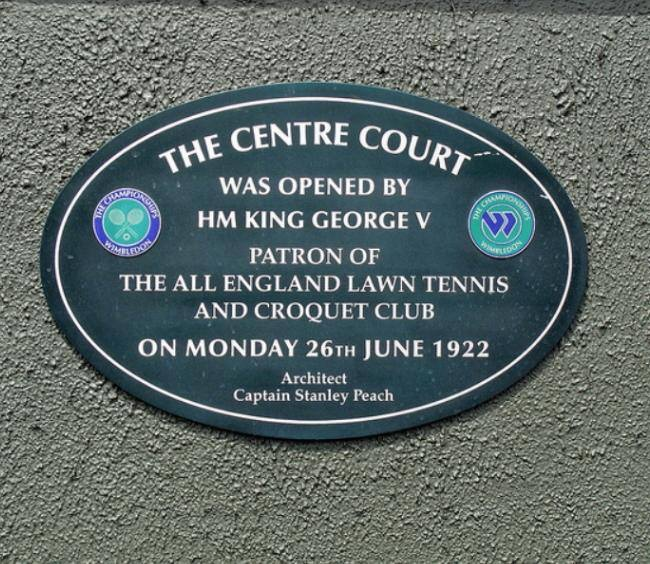
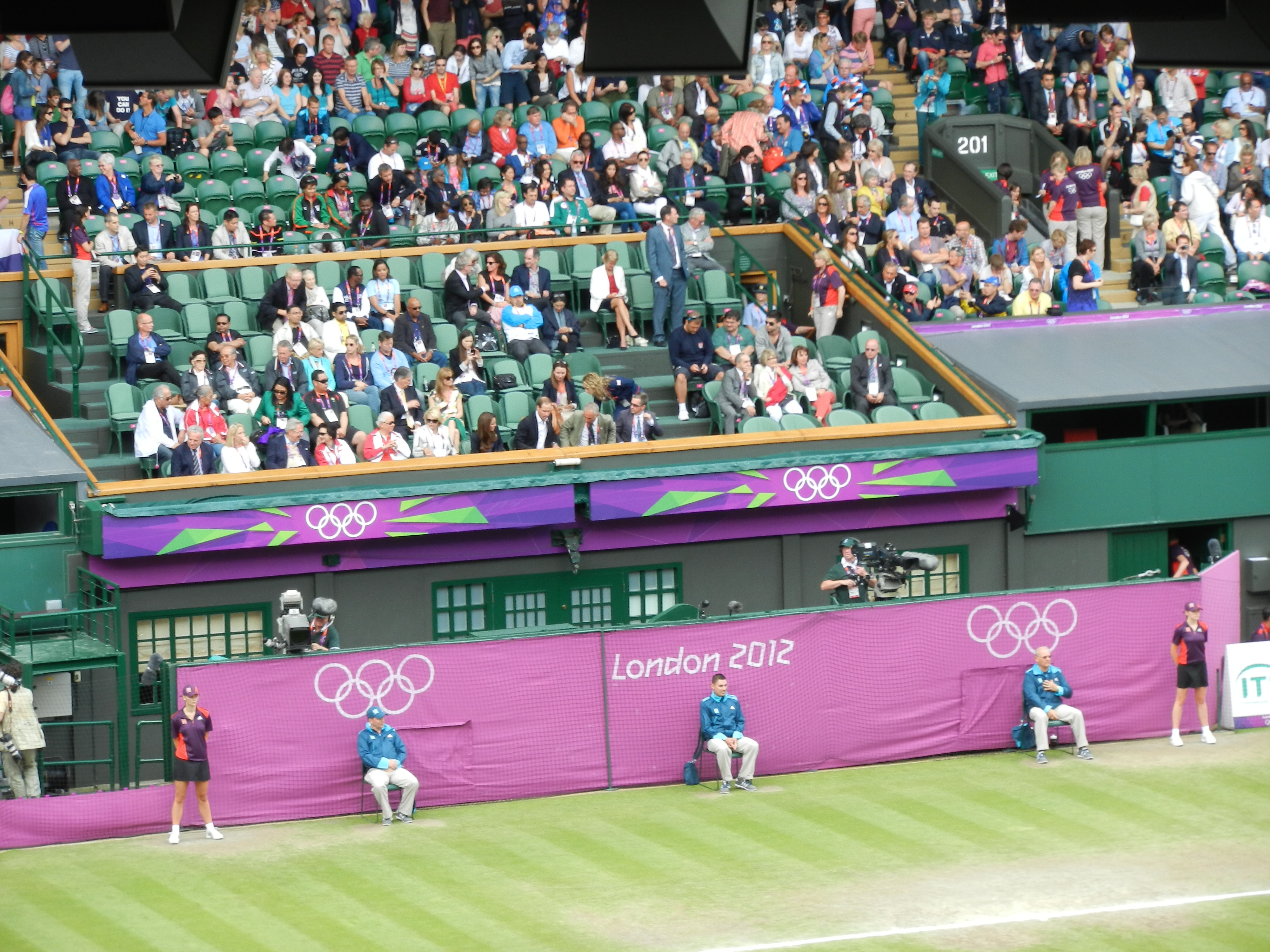
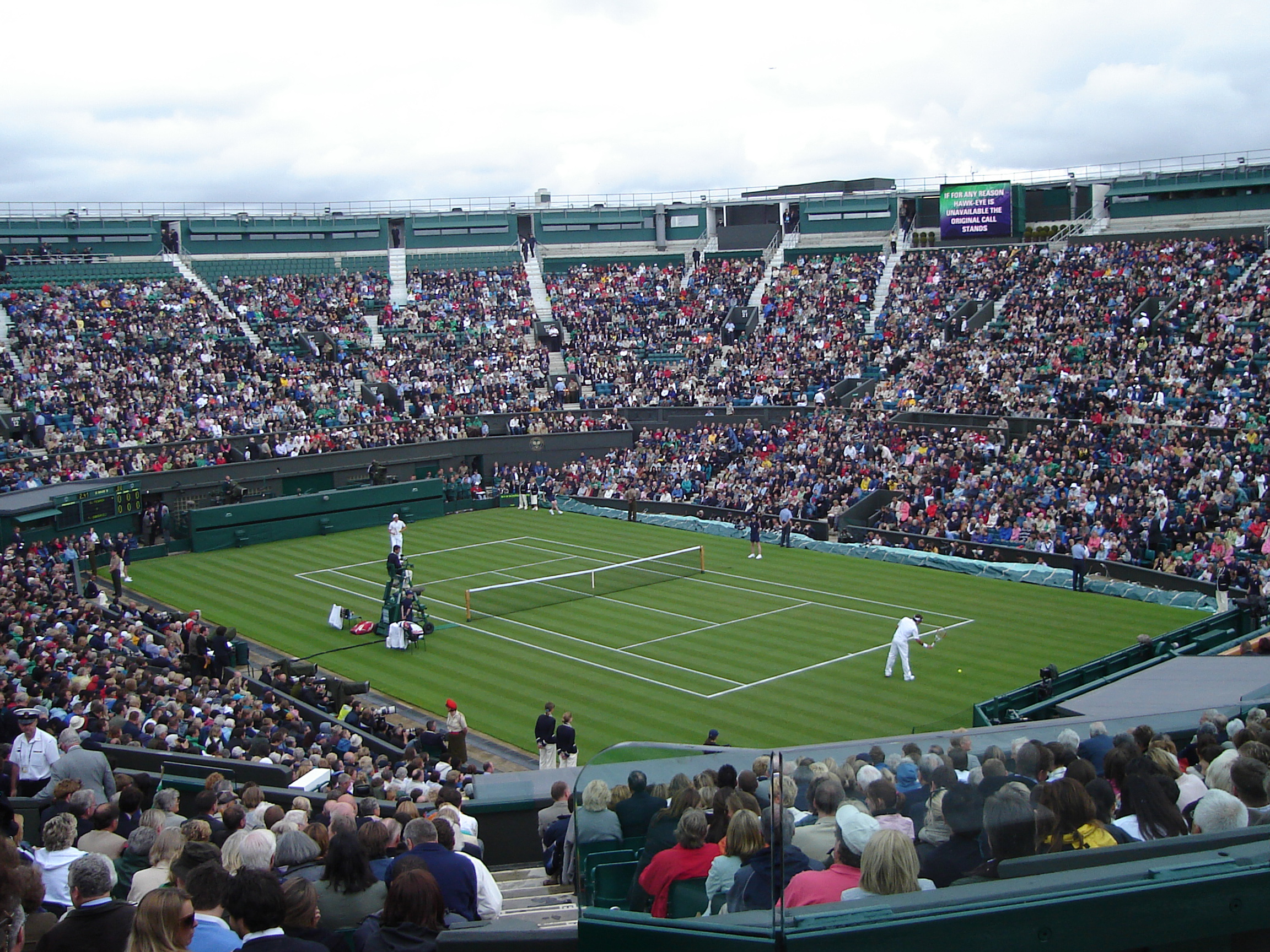
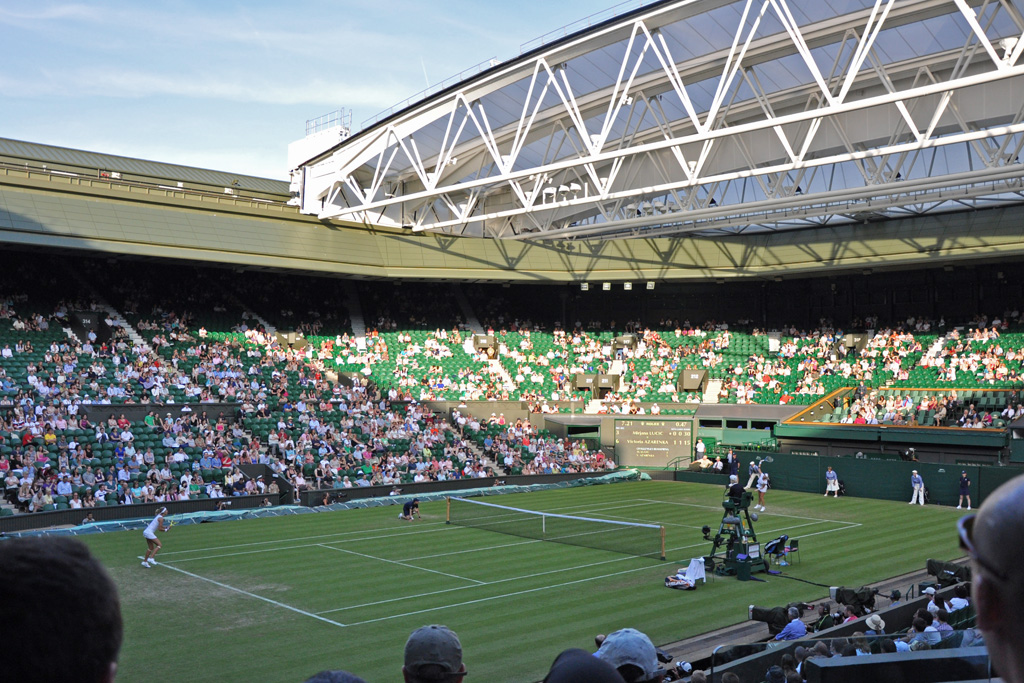
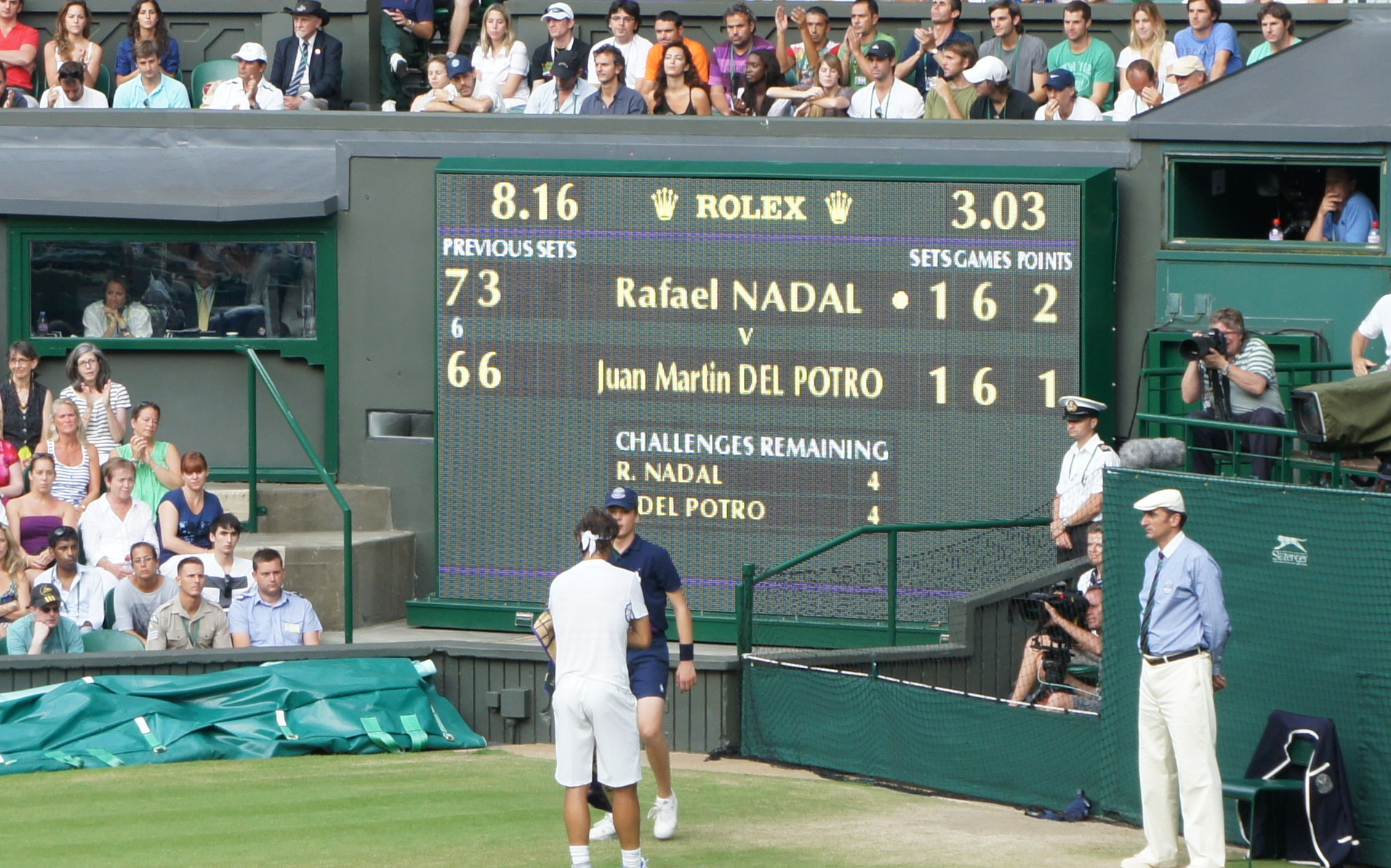
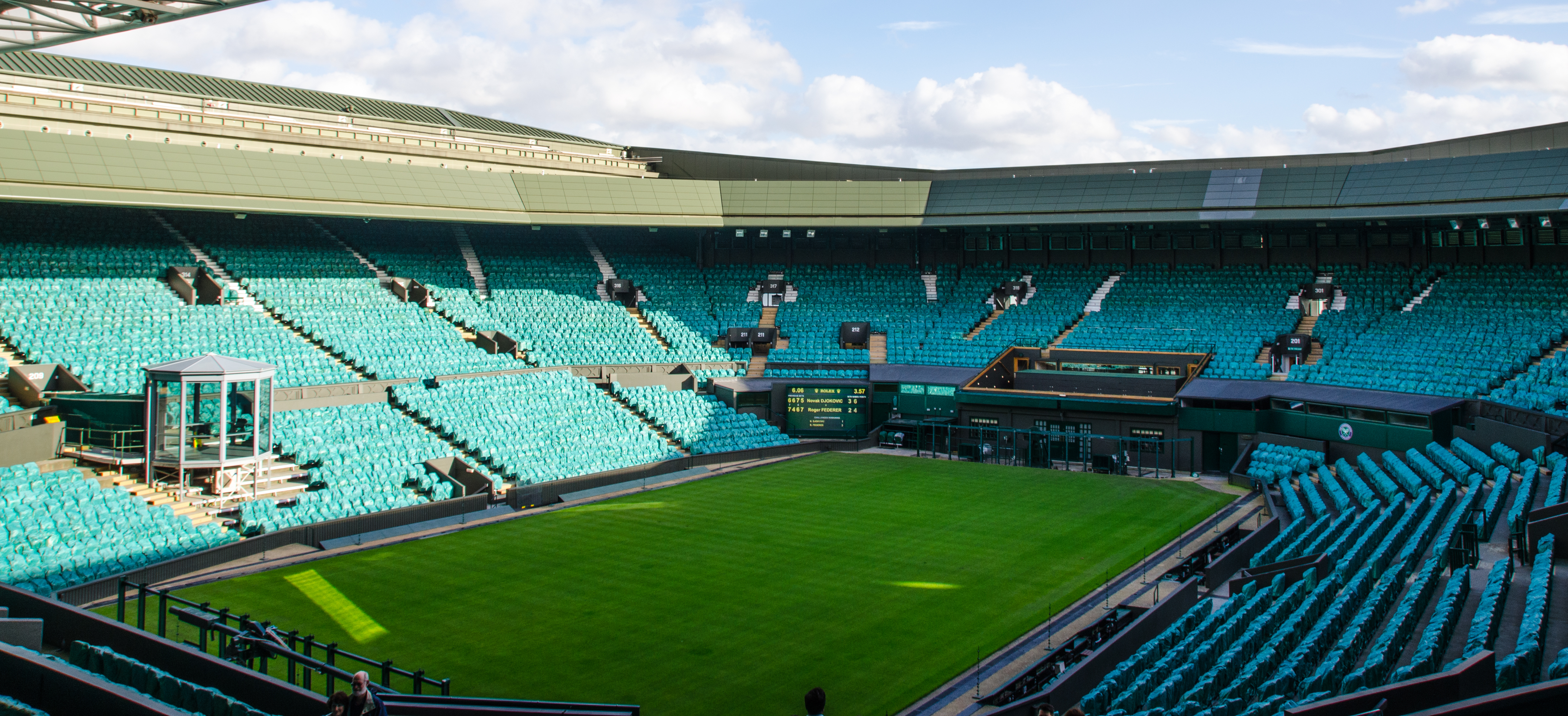
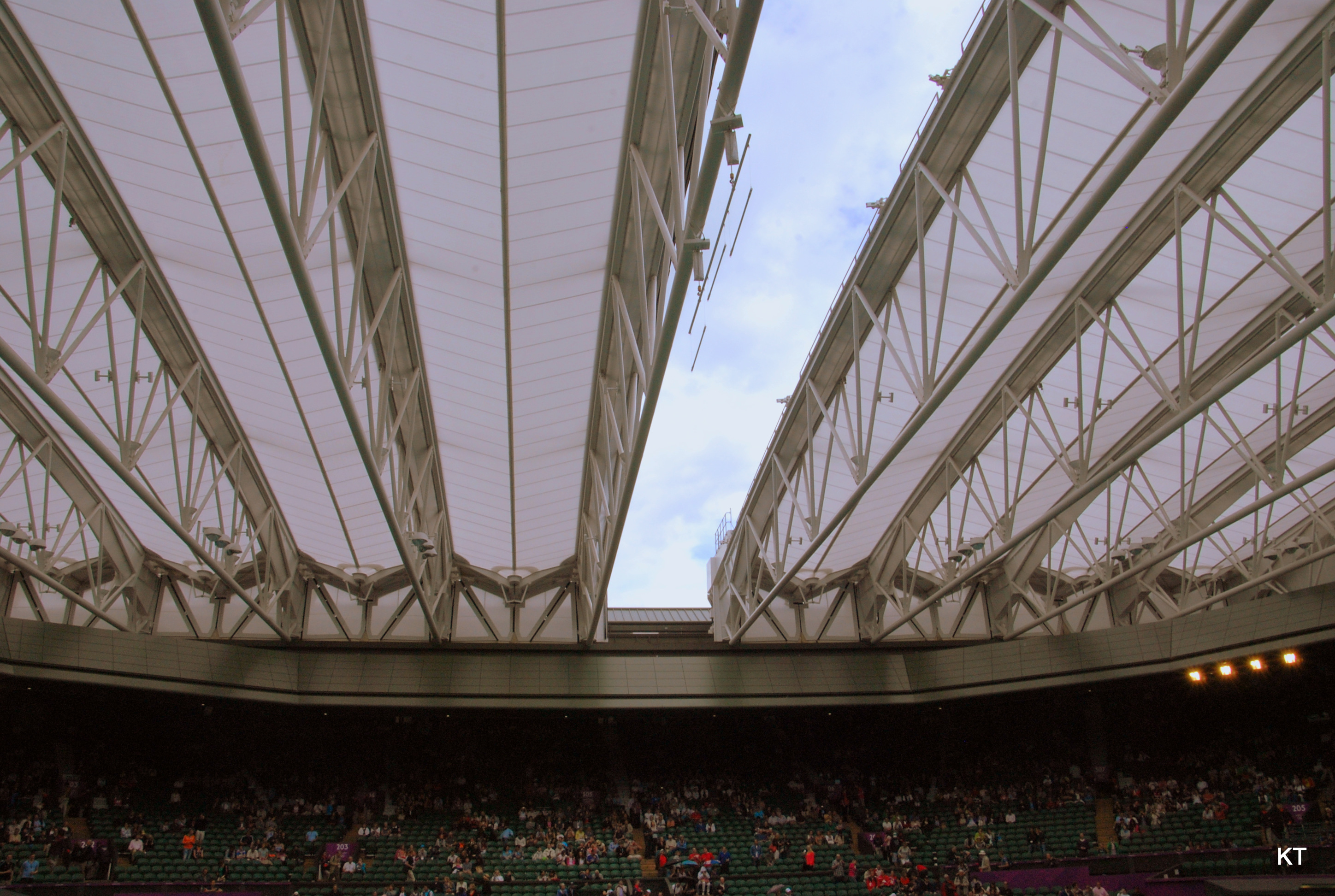